# White Hall (Illinois)
White Hall è un comune degli Stati Uniti d'America, situato nello Stato dell'Illinois, nella contea di Greene.